# Sadowne (gmina)
Sadowne – gmina wiejska w województwie mazowieckim, w powiecie węgrowskim. W latach 1975–1998 gmina położona była w województwie siedleckim.

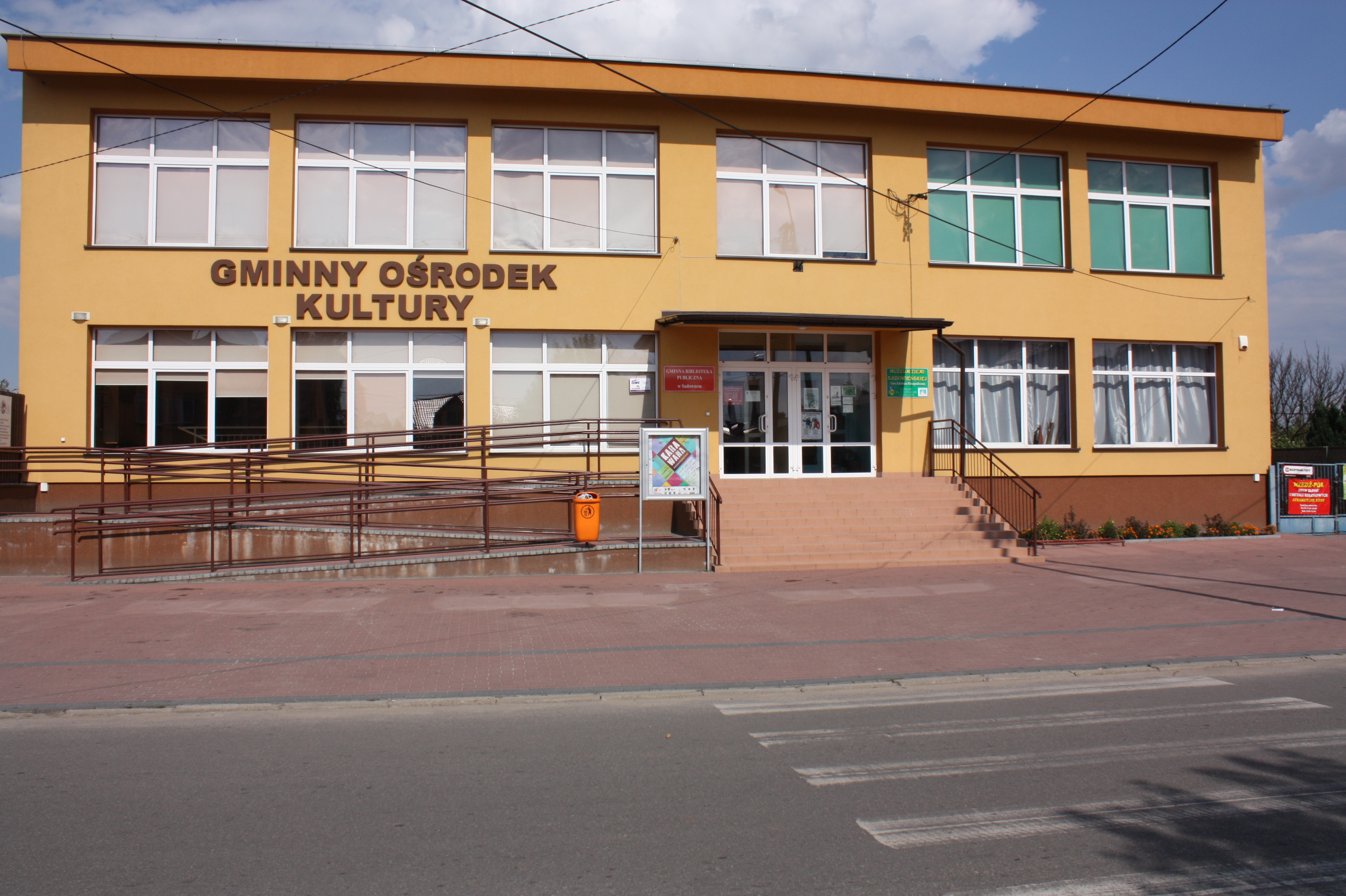
Gminny Ośrodek Kultury

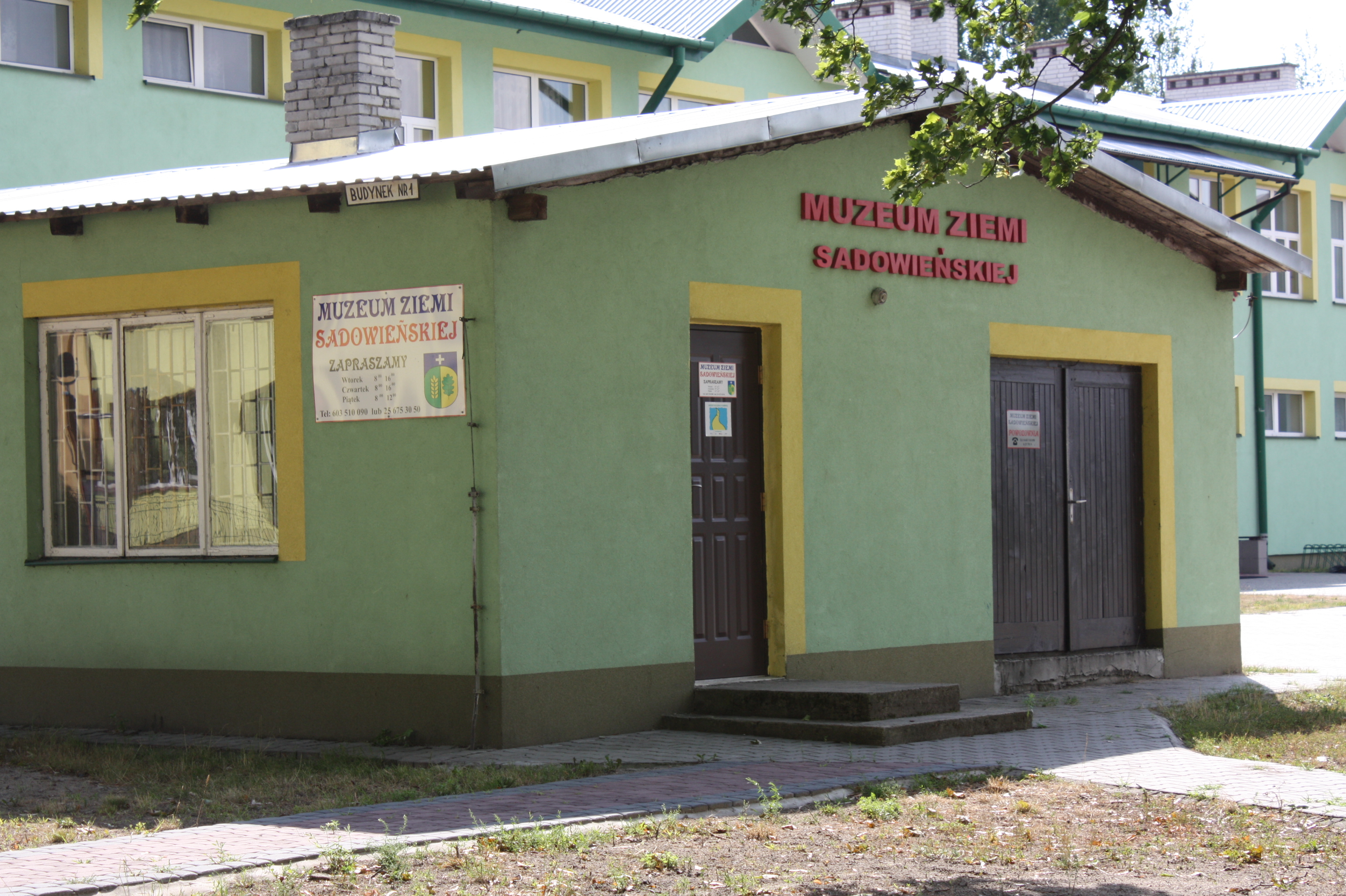
Muzeum Ziemi Sadowieńskiej

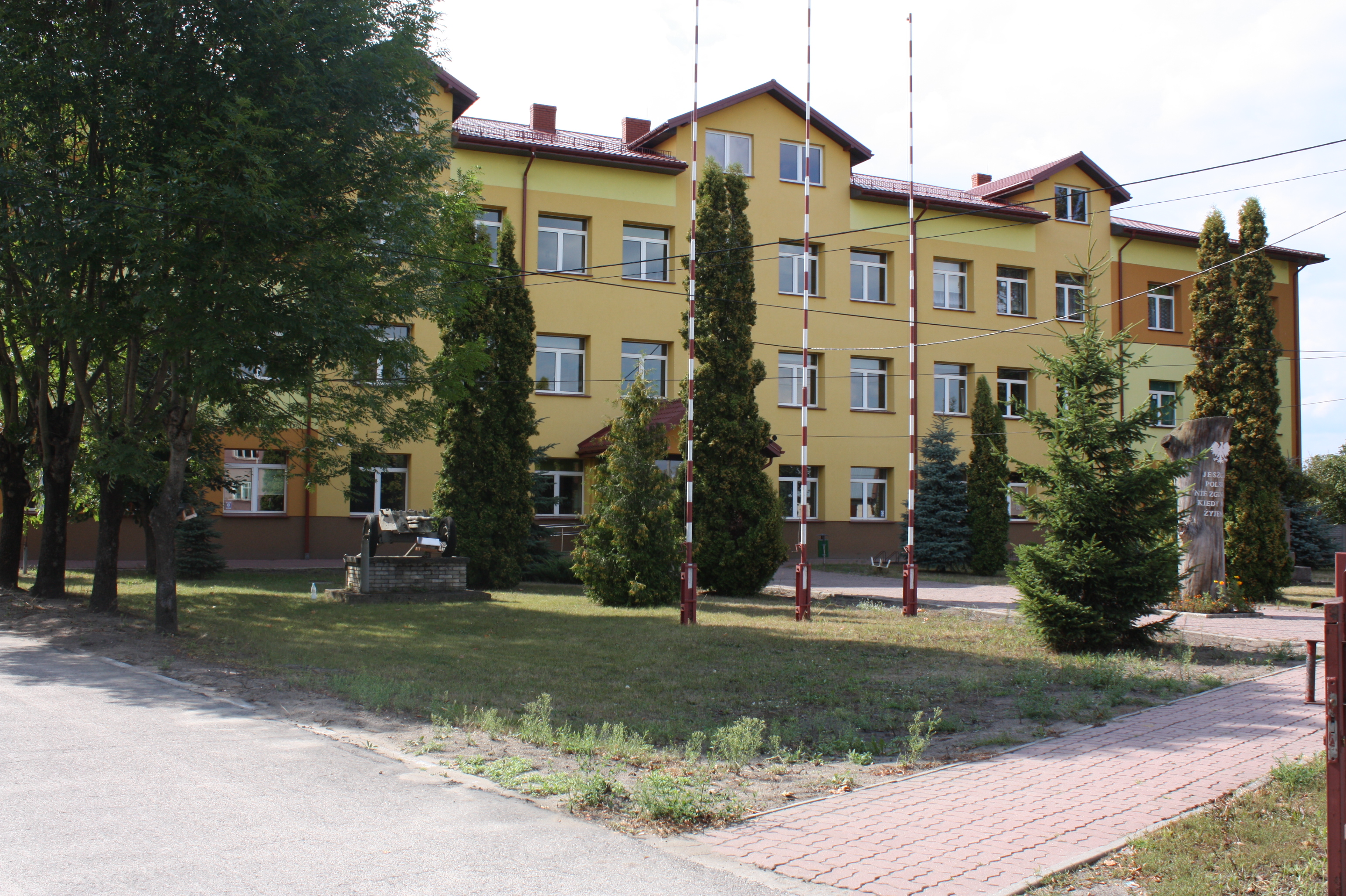
Zespół Szkół

Siedziba gminy to Sadowne.

## Herb gminy
Herbem Gminy Sadowne jest zielono-żółto-niebieska tarcza z kłosem żyta, liściem dębu i krzyżem.
Symbolika:
- Kłos żyta – symbolizuje pracę rolników i patriotyczne tradycje ruchu ludowego
- Liść dębu – jest symbolem licznych pomników przyrody
- Krzyż – symbol aktu erygowania parafii w 1524 roku

## Struktura powierzchni
Według danych z roku 2002 gmina Sadowne ma obszar 144,72 km², w tym:
- użytki rolne: 65%
- użytki leśne: 26%

Gmina stanowi 11,87% powierzchni powiatu. Północną granicę stanowi rzeka Bug.

### Gleby
Skałą macierzystą gleb gminy Sadowne są utwory lodowcowe i wodno-lodowcowe w postaci glin i piasków.
Sadowne jest gminą o małym udziale gleb dobrych.
Użytki rolne:
- gleby klasy IVa i b – 18,4%
- gleby klas V i VI – 81,6%.

## Demografia
Według danych z 31 grudnia 2011 gminę zamieszkiwało 6128 osób:

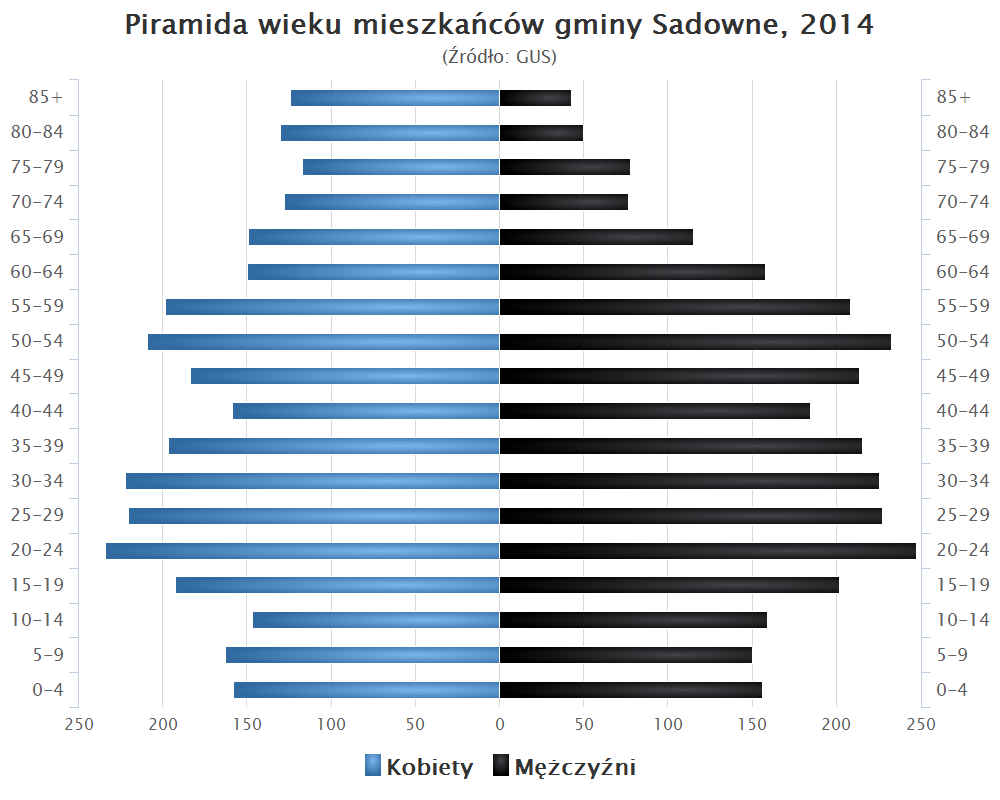
Piramida wieku mieszkańców gminy Sadowne w 2014 roku

| Opis                              | Ogółem | Ogółem | Kobiety | Kobiety | Mężczyźni | Mężczyźni |
| --------------------------------- | ------ | ------ | ------- | ------- | --------- | --------- |
| Jednostka                         | osób   | %      | osób    | %       | osób      | %         |
| Populacja                         | 6128   | 100    | 3156    | 51,5    | 2972      | 48,5      |
| Gęstość zaludnienia [mieszk./km²] | 42     | 42     | 21,8    | 21,8    | 20,2      | 20,2      |

Liczba ludności w wybranych latach:
Źródło: Lata 1527–2002 2013

## Edukacja i Kultura
Na terenie gminy działa Przedszkole w Sadownem, Szkoła Podstawowa w Sadownem, Zespół Szkolno-Przedszkolny w Grabinach, Gimnazjum w Sadownem, Zespół Szkół Ponadgimnazjalnych w Sadownem, Gminna Biblioteka Publiczna oraz Gminny Ośrodek Kultury.
Ponadto na terenie gminy w Sadownem znajduje się Muzeum Ziemi Sadowieńskiej.

## Walory przyrodnicze
Gmina Sadowne wchodzi w całości w granice Nadbużańskiego Parku Krajobrazowego. W 2002 na terenie gminy Sadowne utworzono Rezerwat przyrody Mokry Jegiel. W Nadleśnictwie Łochów w gminie Sadowne wokół torfowiska „Kules” przebiega Ścieżka przyrodnicza.
Teren gminy jest atrakcyjnym miejscem dla rozwoju agroturystyki.

## Zabytki

kapliczka św. Jana Nepomucena w Zalesiu

- Kościół św. Jana Chrzciciela w Sadownem – wpisany do rejestru zabytków pod nr 949 z 10 kwietnia 1972[10]
- drewniana plebania z 1828 – wpisana do rejestru zabytków pod nr 340 z 30 grudnia 1983[10]
- kapliczka św. Rocha w Rażnach
- kapliczka św. Jana Nepomucena w Zalesiu
- kapliczka Matki Bożej w Sadownem
- austriacka komora celna w Morzyczynie Włościańskim 1806-1809 – wpisana do rejestru zabytków pod nr 341 z 1981[10]

## Wójtowie gminy[11]
- 1825-1855 – Antoni Szczurowski
- 1855-1890 – Józef Wycech
- 1890-.... – Laska
- ....-.... – Brodzikowski
- ....-.... – Krystian Czenże
- 1902-1905 – Adam Zyśk
- 1906-.... – Stanisław Bronisz
- ....-1918 – Antoni Brudko
- 1919-1923 – Adam Zyśk
- 1923-1927 – Jan Małkiński
- 1927-1933 – Jan Kić
- 1933-1939 – Józef Gajewski
- 1939-1940 – Jan Widyński
- 1940-1941 – Jan Wycech
- 1941-1942 – Sigismond Wildemann (volksdeutsch)
- 1942-1944 – Jan Wycech
- 1944-.... – Antoni Cymerman
- 1944-.... – Józef Gajewski
- 1944-1946 – Tadeusz Bronisz
- 1946-1948 – Ludwik Karczmarczyk
- 1948-1949 – Antoni Chojnowski
- 1949-1949 – Wincenty Wójcik
- 1949-1950 – Franciszek Bruśk
- 1950-1952 – Florian Kandulski
- 1952-1954 – Bronisław Tracz
- 1955-1958 – Wacław Puścion
- 1958-1969 – Kazimierz Borowy
- 1969-1973 – Kazimierz Książek
- 1973-1979 – Stanisław Klimek
- 1979-1988 – Wiesław Gąska
- 1988-1991 – Mariusz Postek
- 1991-1998 – Henryk Zyśk
- 1998-2002 – Tadeusz Danaj
- 2002-2014  - Zdzisław Tracz
- 2014-      - Waldemar Cyran

## Miejscowości podstawowe
| Wykaz miejscowości podstawowych w podległości administracyjnej gminy | Wykaz miejscowości podstawowych w podległości administracyjnej gminy | Wykaz miejscowości podstawowych w podległości administracyjnej gminy | Wykaz miejscowości podstawowych w podległości administracyjnej gminy |
| --- | --- | --- | --- |
| - Kolonie 1. 1059917 Podkole kolonia - Osady 1. 1059930 Sadowne osada 2. 0679055 Czaplowizna-Gajówka osada leśna 3. 1059892 Orzełek osada leśna 4. 0686055 Sadowne osada leśna 5. 0686180 Zieleniec osada leśna | - Wsie 1. 0685765 Bojewo wieś 2. 0685788 Grabiny wieś 3. 0685794 Kolonia Złotki wieś 4. 0685825 Kołodziąż wieś 5. 0685848 Kołodziąż-Rybie wieś 6. 0685860 Krupińskie wieś 7. 0685920 Majdan Kiełczewski wieś | 1. 0685877 Morzyczyn Włościański wieś 2. 0685908 Morzyczyn-Włóki wieś 3. 0685937 Ocięte wieś 4. 0685950 Orzełek wieś 5. 0685972 Płatkownica wieś 6. 0685989 Rażny wieś 7. 0686003 Sadoleś wieś 8. 0686010 Sadowne wieś | 1. 0686078 Sojkówek wieś 2. 0686061 Sokółka wieś 3. 0686090 Szynkarzyzna wieś 4. 0686121 Wilczogęby wieś 5. 0686138 Zalesie wieś 6. 0686150 Zarzetka wieś 7. 0686173 Zieleniec wieś 8. 0686196 Złotki wieś |

## Sołectwa
Bojewo, Grabiny, Kocielnik, Kolonia Złotki, Kołodziąż, Kołodziąż-Rybie, Krupińskie, Morzyczyn Włościański, Morzyczyn-Włóki, Ocięte, Orzełek, Płatkownica, Rażny, Sadoleś, Sadowne, Sojkówek, Sokółka, Szynkarzyzna, Wilczogęby, Zalesie, Zarzetka, Zieleniec, Złotki,
Wieś bez statusu sołectwa: Majdan Kiełczewski.

## Sąsiednie gminy
Brańszczyk, Brok, Kosów Lacki, Łochów, Małkinia Górna, Stoczek